# 江の川パーキングエリア
江の川パーキングエリア（ごうのかわパーキングエリア）は、広島県三次市の中国自動車道にあるパーキングエリアである。
上下線の位置は「江の川第三橋」を挟んで約3 kmずれており、上り線は青河町、下り線は粟屋町に位置する。
上下線ともに、営業施設の新設とトイレの増築・改修が行われ、2015年10月10日に売店の営業とトイレの改修部の使用、10月中旬に女性トイレの増築部の使用が、それぞれ開始された。

## 道路
- E2A 中国自動車道

## 歴史
- 2006年（平成17年）9月8日 : 災害対応型自動販売機を設置。
- 2013年（平成25年）4月1日 : 当PAで、高速バスのグランドアロー号（広島 - 松江線）と、みこと号（広島 - 出雲線）が休憩を開始。
- 2013年（平成25年）7月20日 : 当PAで、高速バスのメリーバード号（広島 - 米子線）が休憩を開始。
- 2015年（平成27年）10月10日 : 売店が営業開始。
- 2020年（令和2年）4月6日 : 上下線ともにリニューアルオープン[4]。

## 施設

### 上り線（松江・大阪方面）
- 駐車場
  - 大型 15台
  - 小型 26台
  - トレーラー 2台
- トイレ
  - 男性 大2（和式1・洋式1）・小4
  - 女性 10（和式1・洋式9）
  - 車椅子用 1
- 売店（西日本高速道路リテール 9:00 - 13:00、年中無休）
- 休憩スペース（24時間営業）
- 自動販売機（災害対応型自動販売機）（24時間営業）

### 下り線（広島・浜田方面）
- 駐車場
  - 大型 15台
  - 小型 26台
  - トレーラー 2台
- トイレ
  - 男性 大2（和式1・洋式1）・小4
  - 女性 8（和式1・洋式7）
  - 車椅子用 1
- 売店（西日本高速道路リテール 15:00 - 19:00、年中無休）
- 休憩スペース（24時間営業）
- 自動販売機（災害対応型自動販売機）（24時間営業）

## 周辺
- 江の川

## 隣
E2A 中国自動車道
(22)三次IC/BS - 江の川PA - 高宮BS - (23)高田IC